# Coleshill (Warwickshire)
Pour les articles homonymes, voir Coleshill.
Coleshill (/ˈkoʊzəl/) est une ville de marché du Warwickshire, en Angleterre. Elle est située dans le nord du comté, à une quinzaine de kilomètres au nord-est de Birmingham. Elle est traversée par la Cole (en), un affluent de la Blythe (en) (et sous-affluent de la Tame).

## Étymologie
Plusieurs villages anglais portent le nom de Coleshill. Le second élément provient clairement du vieil anglais hyll « colline », mais plusieurs interprétations du premier élément sont possibles. Pour le Coleshill du Warwickshire, la plus probable est qu'il fasse référence à la rivière Cole, dont le nom est d'origine celtique et dont le sens original ne peut pas être reconstruit. Ce village est attesté dès 799 sous le nom de Colleshyl. Ce toponyme figure dans le Domesday Book, compilé en 1086, sous la forme Coleshelle.

## Patrimoine
L'église paroissiale de Coleshill est dédiée à saint Pierre et saint Paul. Construite aux XIVe et XVe siècles, elle a été rénovée en profondeur en 1868-1869 par William Slater (en). C'est un monument classé de Grade I depuis 1961.

## Jumelages
| Ville | Ville    | Pays | Pays   |
| ----- | -------- | ---- | ------ |
|       | Chassieu |      | France |

## Personnalités liées
- Le joueur de cricket John Wynne (en) est né à Coleshill.
- Le curé et archéologue George Lloyd (en) (1820-1885) est né à Coleshill.